# Бзикеби
Бзикеби грузијска је група. Представљали су Грузију на Дечјој Песми Евровизије 2008. са песмом Bzz... Групу чини трио; Георгиј Шиолашвили (рођ. 7.марта 1998), Мариам Татулашвили (рођ. 5.априла 1998) и Мариам Кикуашвили (рођ. 22.јануара 1998). Сви су имали 10 година током такмичења.

## Каријера

### Дечја песма Евровизије 2008.
Представљали су Грузију на Дечјој Песми Евровизије 2008. у Лимасолу,Кипар са песмом Bzz... Победили су са освојена 154 поена. Током наступа су носили костиме са црним и жутим пругама, тиме подсећајући на пчеле.